# 桀
桀（けつ、拼音: Jié）は、夏の最後の帝。名は履癸。『史記』などにあるように、一般には帝桀の父は帝発とされているが、一説には帝皐の子ともされる。

## 生涯
『竹書紀年』によれば、斟鄩に都した。
孔甲以来、諸侯は夏から離反しつつあったが、桀は徳で統治をするのでなく武力で諸侯や民衆を押さえつけたので、諸侯や民衆に憎まれた。有施氏を討った際に末喜という美女を捕らえ、自らの妃としたが、桀は末喜に溺れ、政治を省みなくなった。酒の池に船を浮かべて肉山脯林（にくざんほりん）と呼ばれる肉を山のように盛る豪華な宴会を催し、国力は衰えた。そして殷の湯を呼びつけ、夏台にて牢獄につなげた。湯は許されて解放されると徳を修めたので、諸侯がその下に集まり、ついに桀は倒された。桀は鳴条（現在の山西省運城市夏県）に逃げたが、「吾悔不遂殺湯於夏台使至此（湯を夏台で殺さなかったばかりにこんなことにまでなってしまったのが悔しい）」と言い放ち死んだ（鳴条の戦い）。一説によると、末喜とともに南方に逃げて死んだという。
後世、殷の帝辛（紂王）、周の厲王と並び称される暴君の代名詞となった。
岷山を討った時に琬・琰という2人の女性を手にいれ、とても愛したが、子供ができなかったので苕華の玉に2人の名を刻んだ。苕には琬の名を、華には琰の名を刻んだ。